# Ski-Orientierungslauf-Weltmeisterschaften 1975
Die 1. Ski-Orientierungslauf-Weltmeisterschaften fanden vom 26. bis 28. Februar 1975 in Hyvinkää, Finnland statt.

## Herren

### Einzel
| Platz | Land | Athlet             | Zeit      |
| ----- | ---- | ------------------ | --------- |
| 1     | FIN  | Olavi Svanberg     | 1:49:19 h |
| 2     | FIN  | Jorma Karvonen     | 1:51:06 h |
| 3     | FIN  | Heimo Taskinen     | 1:52:57 h |
| 4     | SWE  | Stefan Persson     | 1:53:45 h |
| 5     | FIN  | Pekka Pökälä       | 1:58:08 h |
| 6     | SWE  | Jerker Axelsson    | 1:59:29 h |
| 7     | SWE  | Sven-Olof Bergvall | 2:00:57 h |
| 8     | SWE  | Lars-Ivar Svensson | 2:02:34 h |

Länge: 23,4 km

Posten: 4

Teilnehmer: 33

### Staffel
| Platz | Land | Athleten                                                             | Zeit      |
| ----- | ---- | -------------------------------------------------------------------- | --------- |
| 1     | FIN  | Pekka Pökälä Heimo Taskinen Jorma Karvonen Olavi Svanberg            | 5:49:05 h |
| 2     | SWE  | Lars-Ivan Svensson Sven-Olof Bergvall Jerker Axelsson Stefan Persson | 6:14:33 h |
| 3     | SUI  | Hansruedi Stämpfli Res Räber Heinz Oswald Hans Gerber                | 7:16:32 h |
| 4     | AUT  | Harald Csenkei Erich Pucher Norbert Boubela Johann Pucher            | 8:19:01 h |
| 5     | GBR  | Rod Tuck Brian Desmond Neil Bowman Guy Sheridan                      | 8:41:06 h |

Länge: 4 × 7 km

## Damen

### Einzel
| Platz | Land | Athletin           | Zeit      |
| ----- | ---- | ------------------ | --------- |
| 1     | FIN  | Sinikka Kukkonen   | 1:23:06 h |
| 2     | SWE  | Agneta Mansson     | 1:23:53 h |
| 3     | SWE  | Lena Samuelsson    | 1:24:03 h |
| 4     | SWE  | Marianne Bogestedt | 1:24:54 h |
| 5     | FIN  | Raili Sallinen     | 1:29:19 h |
| 6     | SWE  | Maud Nilsson       | 1:30:40 h |
| 7     | FIN  | Aila Flöjt         | 1:32:54 h |
| 8     | SUI  | Ruth Baumberger    | 1:33:27 h |

Länge: 13,8 km

Posten: 2

Teilnehmer: 16

### Staffel
| Platz | Land | Athletinnen                                       | Zeit      |
| ----- | ---- | ------------------------------------------------- | --------- |
| 1     | FIN  | Raili Sallinen Aila Flöjt Sinikka Kukkonen        | 3:37:10 h |
| 2     | SWE  | Lena Samuelsson Agneta Mansson Marianne Bogestedt | 3:46:27 h |
| 3     | GBR  | Patricia Murphy Isabel Ingles F. Murray           | 5:30:05 h |

## Medaillenspiegel
| Platz | Land                   | Gold | Silber | Bronze | Gesamt |
| ----- | ---------------------- | ---- | ------ | ------ | ------ |
| 1     | Finnland               | 4    | 1      | 1      | 6      |
| 2     | Schweden               | –    | 3      | 1      | 4      |
| 3     | Schweiz                | –    | –      | 1      | 1      |
| 3     | Vereinigtes Königreich | –    | –      | 1      | 1      |